# Borrowed Time (film)
Borrowed Time  è un cortometraggio indipendente in computer grafica del 2016, diretto da Andrew Coats e Lou Hamou-Lhadj.

## Trama
Uno sceriffo si trova costretto ad affrontare un tragico episodio del suo passato che per tutta la vita ha cercato di dimenticare. Passo dopo passo, i ricordi tornano violentemente vividi. Di fronte al suo errore, ancora una volta, deve trovare la forza per andare avanti.

## Riconoscimenti
- 2017 - Premio Oscar
  - Candidatura al miglior cortometraggio d'animazione
- 2017 - Empire Awards
  - Candidatura al Miglior cortometraggio